# Campionat del Món de Trial 1979
La temporada de 1979 del Campionat del Món de trial fou la 5a edició d'aquest campionat, organitzat per la FIM. El calendari oficial constava de 12 proves puntuables, celebrades entre el 10 de febrer i el 16 de setembre. Aquella temporada fou la de l'eclosió del fenomen Bernie Schreiber, un pilot que marcà un abans i un després en l'estil de pilotatge en aquest esport. A només 20 anys, l'americà va obtenir quatre victòries i tres podis més durant la temporada i va desbancar el triple campió del món –i company seu a l'equip oficial de Bultaco– Yrjö Vesterinen, que havia guanyat els seus tres títols de forma consecutiva del 1976 al 1978. Schreiber esdevingué així el primer no europeu i l'únic americà (a data del 2024) a guanyar el campionat, a més del més jove fins aleshores. Ni ell ni Bultaco, però, pogueren revalidar mai el títol, ja que el fabricant català entrà l'any següent en una profunda crisi que l'obligà a tancar les portes pocs anys després.
D'altra banda, la temporada de 1979 es produí la primera victòria d'un pilot català en una prova del Mundial: Fou Manuel Soler al Trial de Finlàndia, el 26 d'agost. Uns mesos abans, al març, Jaume Subirà havia aconseguit un altre excel·lent resultat en quedar segon al Trial de Sant Llorenç per darrere de Bernie Schreiber. També fou aquell any quan es produí la primera victòria de SWM (i d'un fabricant italià) en una prova del mundial, gràcies al triomf de Charles Coutard a Itàlia, a uns 180 km de la seu de SWM, el 15 de juliol.

## Novetats

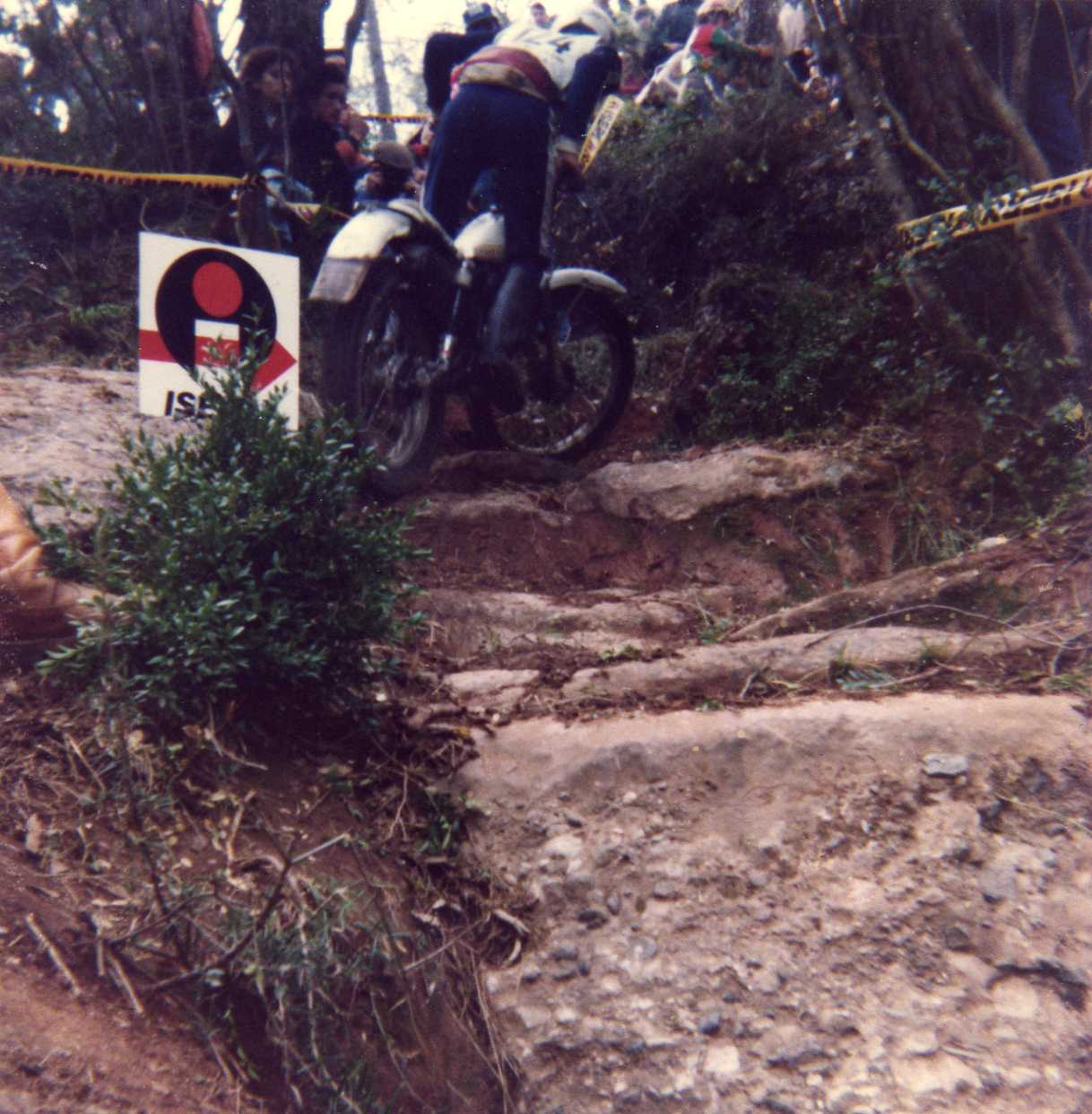
Eddy Lejeune va participar fora de concurs al Trial de Sant Llorenç

Com a principal novetat de la temporada, Malcolm Rathmell tornava a Montesa després del seu any negre amb Suzuki el 1978. De nou amb la marca catalana, l'anglès va guanyar el 1979 els dos darrers Grans Premis de la seva carrera, a Gran Bretanya i el Canadà. D'altra banda, John Reynolds canvià aquell any de SWM a Suzuki, en substitució de Rathmell. L'anglès fou segon a Irlanda, darrere de Rob Shepherd, però després ja no va tornar a puntuar en cap altra prova. Felix Krahnstöver, al seu torn, abandonà KTM després de dos anys desenvolupant el seu prototip de trial i tornà a Montesa.
El 1979 marca també l'any del debut al mundial d'Eddy Lejeune, futur triple campió del món. El belga competí en algunes proves inicials amb la seva Honda TL 200 particular i hi aconseguí resultats remarcables, tot i que sense puntuar pel fet de no tenir encara els 18 anys prescriptius. Un cop fets els anys, a l'abril, Lejeune va poder puntuar en alguna prova a partir de la del Canadà i va acabar el campionat en quinzena posició final.
Durant la temporada, els pilots d'OSSA Mick Andrews i Albert Juvanteny van posar a prova en competició els primers prototips de la futura TR80, un model innovador que va sortir a la venda el 1980 i que es va conèixer popularment com a l'"OSSA groga".
Al Trial de França, celebrat a Montbéliard, Fantic va fer debutar en competició internacional el seu prototip de 180 cc a mans del pilot de proves de la fàbrica, l'italià Bodrio. Poc després sortien a la venda les primeres Fantic 125 i 200 de trial i aviat la marca fitxà pilots de primer nivell, com ara Jaume Subirà el 1980 o Gilles Burgat el 1982.

## Sistema de puntuació
Barem de puntuació de 1969 a 1983:
| Posició | 1  | 2  | 3  | 4 | 5 | 6 | 7 | 8 | 9 | 10 |
| Punts   | 15 | 12 | 10 | 8 | 6 | 5 | 4 | 3 | 2 | 1  |

## Calendari
| Ronda | Data           | Prova          | Lloc        | Guanyador        |
| ----- | -------------- | -------------- | ----------- | ---------------- |
| 1     | 10 de febrer   | Irlanda        | Newtownards | Rob Shepherd     |
| 2     | 17 de febrer   | Gran Bretanya  | Rhayader    | Malcolm Rathmell |
| 3     | 25 de febrer   | Bèlgica        | Bilstain    | Yrjö Vesterinen  |
| 4     | 4 de març      | Països Baixos  | Norg        | Ulf Karlson      |
| 5     | 11 de març     | Espanya        | Matadepera  | Bernie Schreiber |
| 6     | 18 de març     | França         | Montbéliard | Ulf Karlson      |
| 7     | 10 de juny     | Canadà         | Calgary     | Malcolm Rathmell |
| 8     | 17 de juny     | Estats Units   | Pueblo      | Bernie Schreiber |
| 9     | 15 de juliol   | Itàlia         | Mezzolago   | Charles Coutard  |
| 10    | 19 d'agost     | Suècia         | Borås       | Bernie Schreiber |
| 11    | 26 d'agost     | Finlàndia      | Espoo       | Manuel Soler     |
| 12    | 16 de setembre | Txecoslovàquia | Rícany      | Bernie Schreiber |

1. ↑  A la comune de Ledro, província de Trento

## Classificació final
| Posició | Pilot              | Motocicleta | Punts |
| ------- | ------------------ | ----------- | ----- |
| 1       | Bernie Schreiber   | Bultaco     | 115   |
| 2       | Yrjö Vesterinen    | Bultaco     | 105   |
| 3       | Ulf Karlson        | Montesa     | 93    |
| 4       | Martin Lampkin     | Bultaco     | 87    |
| 5       | Malcolm Rathmell   | Montesa     | 77    |
| 6       | Rob Shepherd       | Honda       | 59    |
| 7       | Charles Coutard    | SWM         | 45    |
| 8       | Manuel Soler       | Bultaco     | 30    |
| 9       | Marland Whaley     | Montesa     | 24    |
| 10      | Jean Marie Lejeune | Montesa     | 24    |
| 11      | Jaume Subirà       | Montesa     | 22    |
| 12      | Nigel Birkett      | Montesa     | 22    |
| 13      | Toni Gorgot        | Bultaco     | 21    |
| 14      | John Reynolds      | Suzuki      | 12    |
| 15      | Eddy Lejeune       | Honda       | 12    |
| 16      | Mick Andrews       | OSSA        | 11    |
|         |                    |             |       |
| 22      | Josep Jo           | Montesa     | 3     |

## Galeria

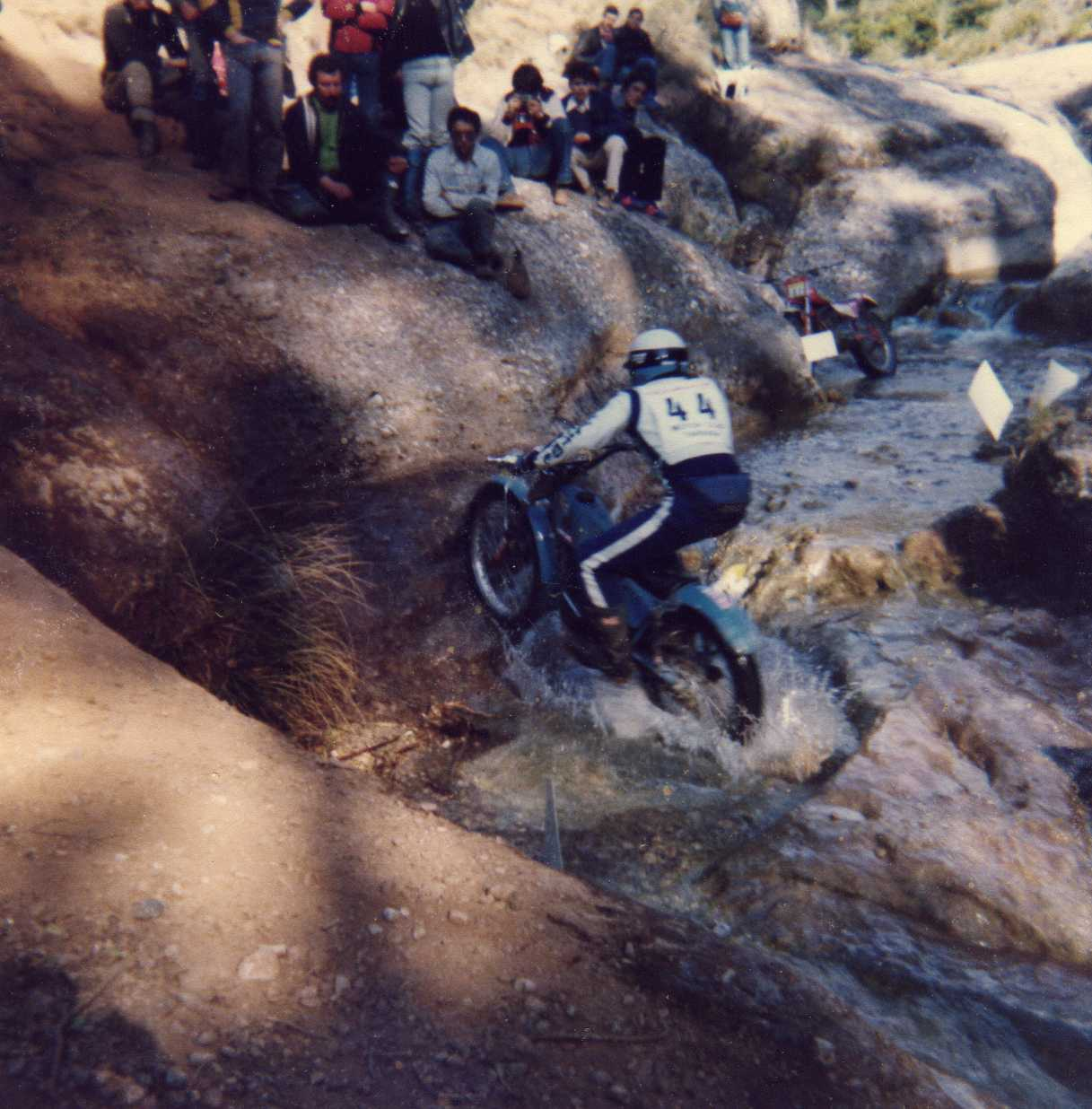
Yrjö Vesterinen, subcampió
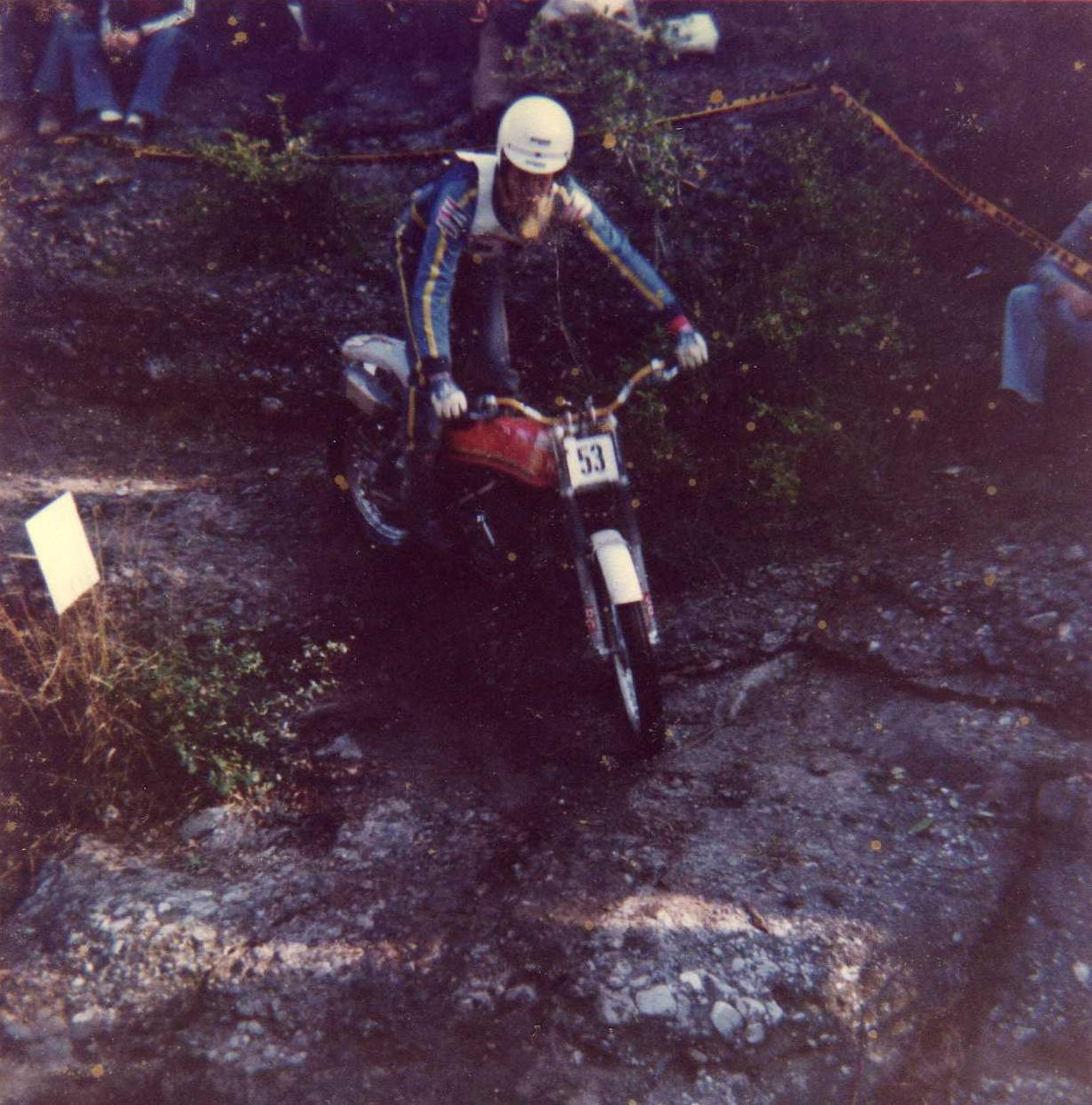
Ulf Karlson, tercer classificat
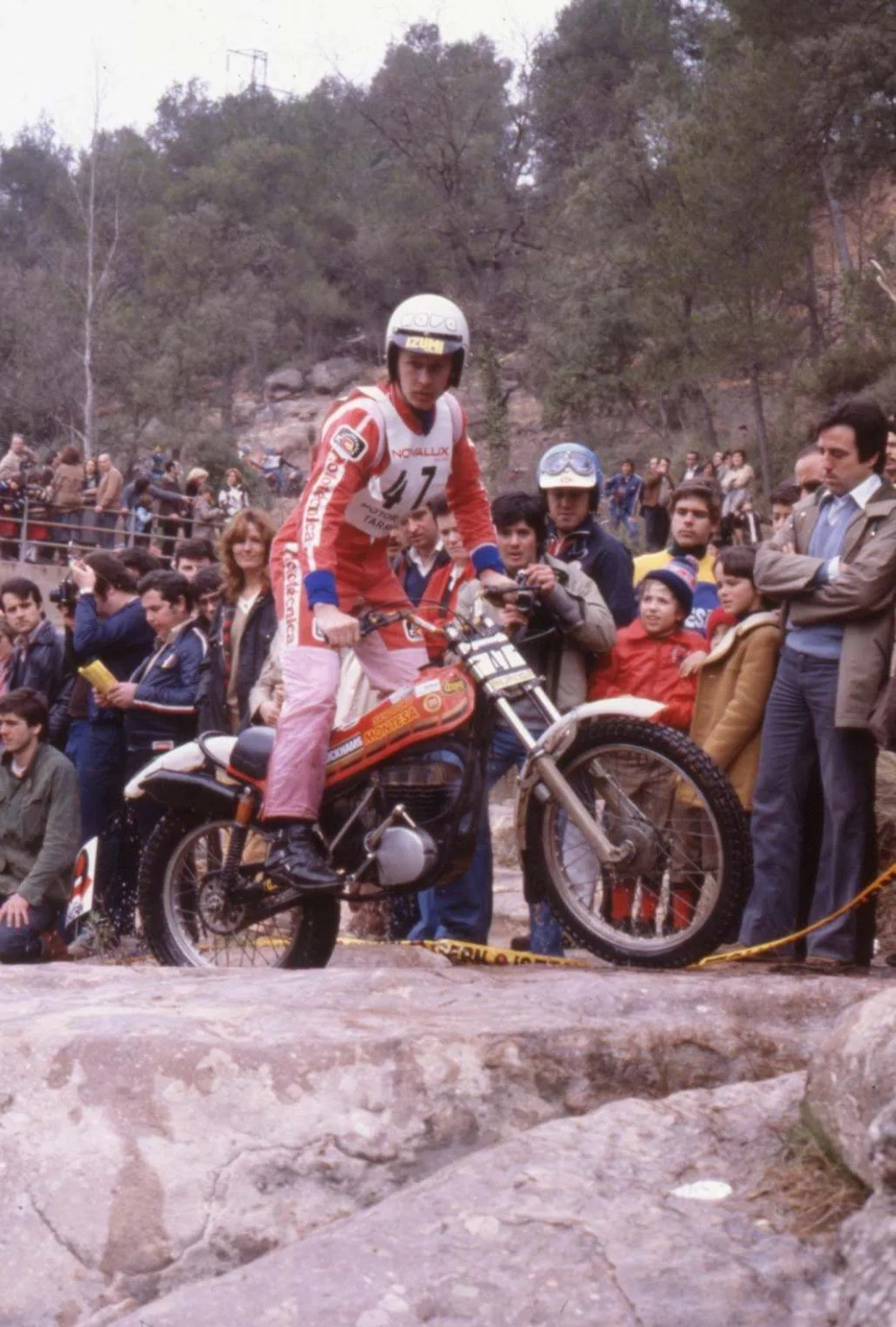
Rathmell obtingué 2 victòries
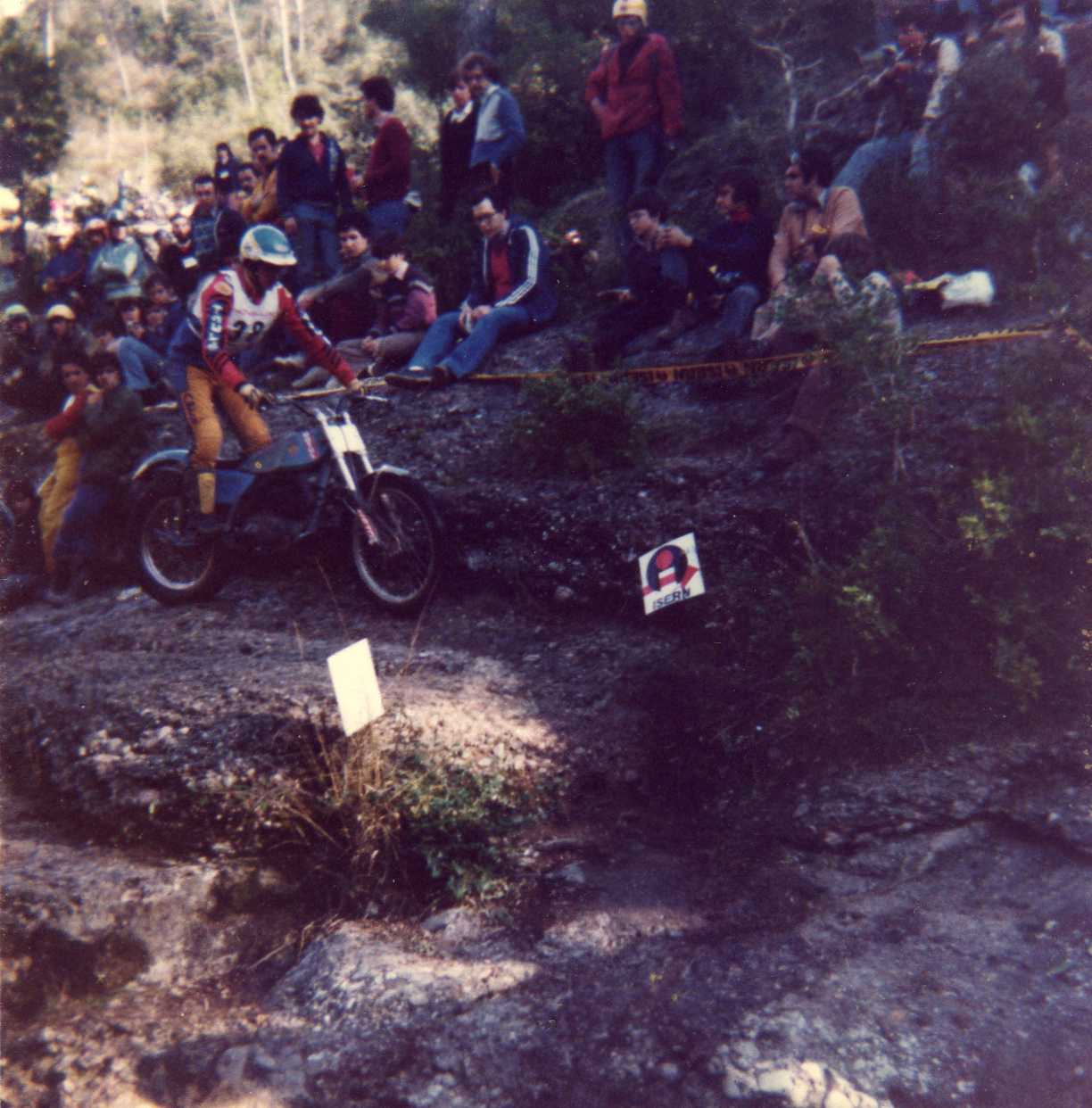
Manuel Soler fou el primer català a guanyar una prova
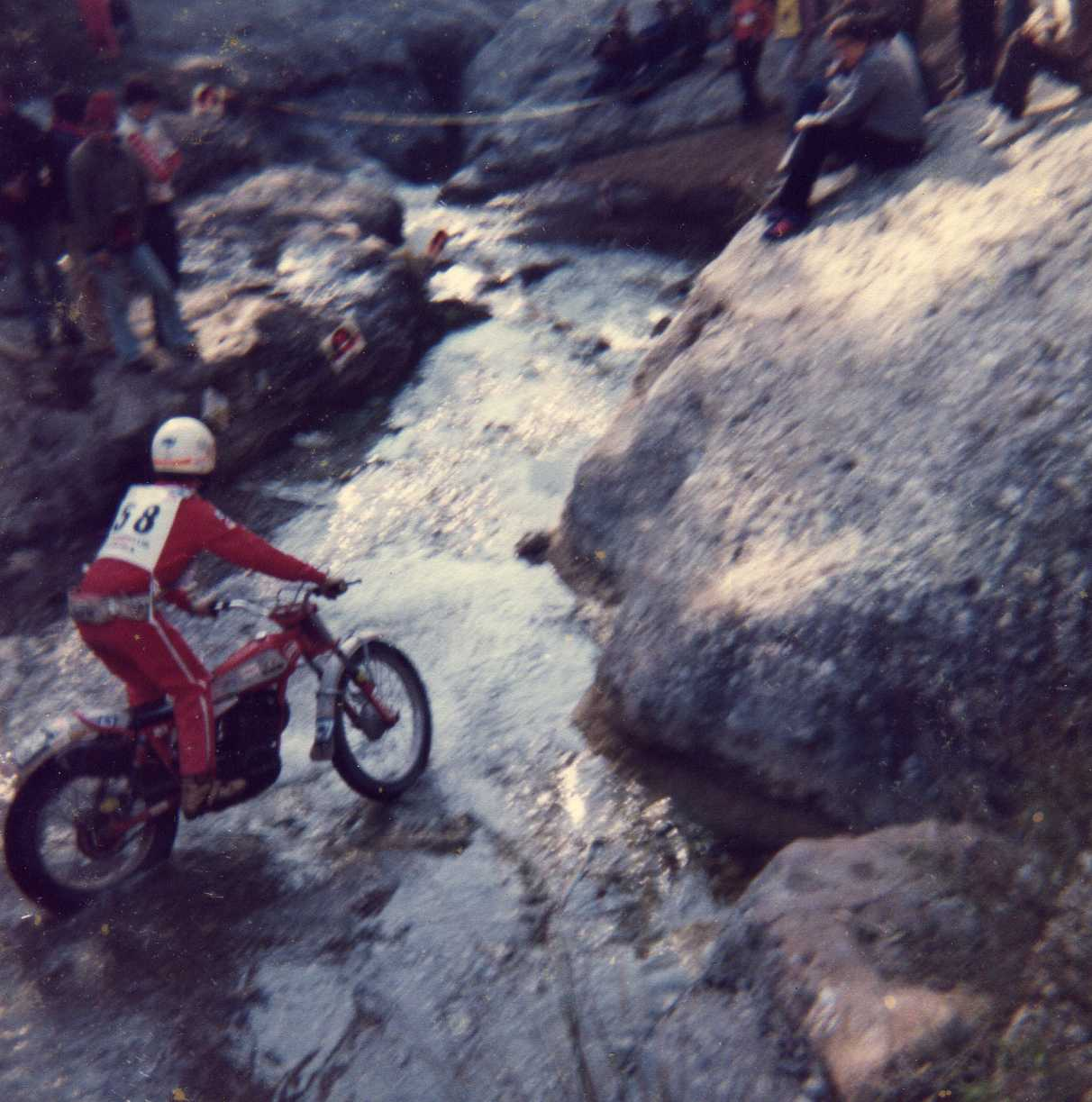
Charles Coutard donà la primera victòria a SWM
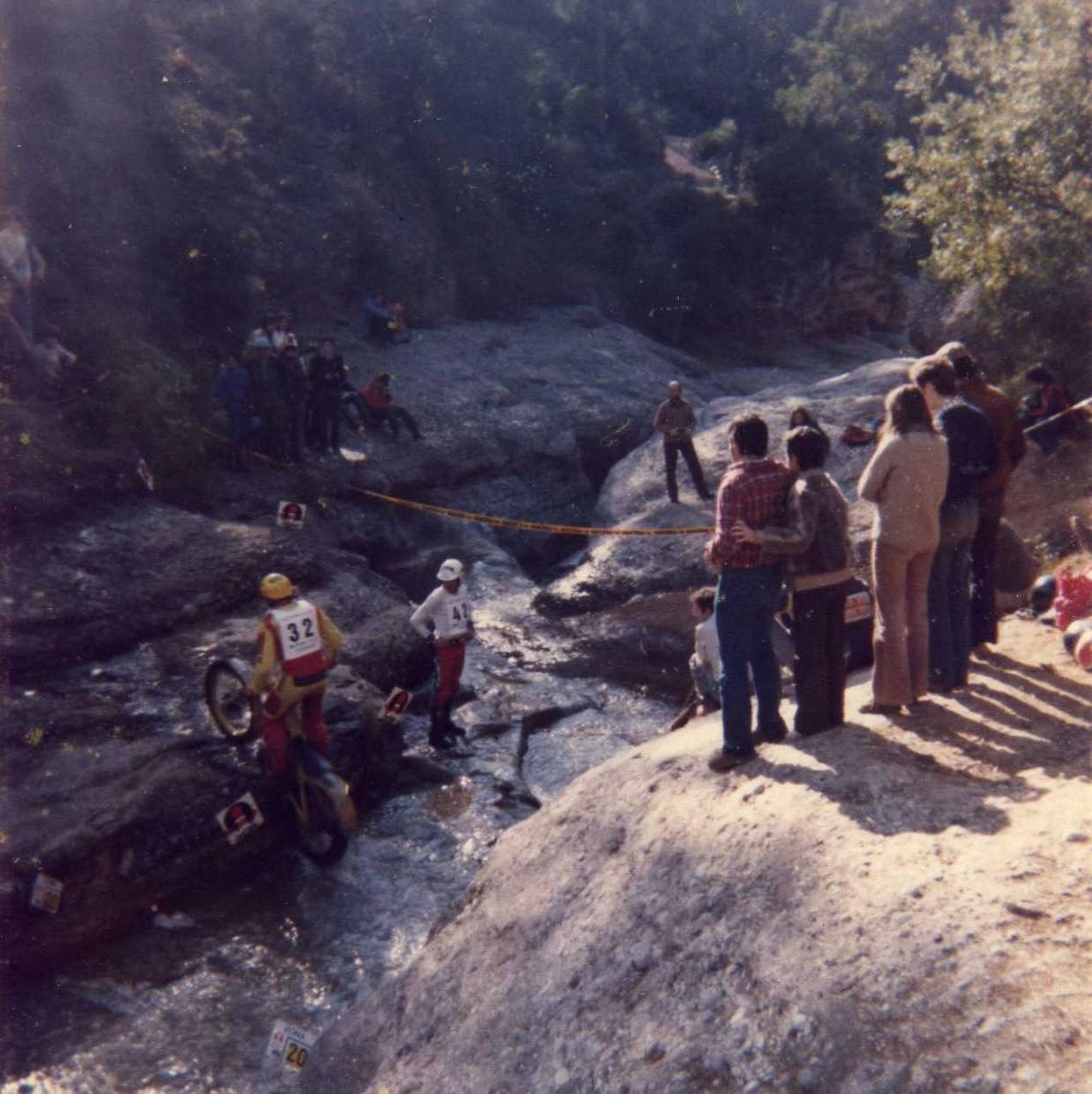
Mick Andrews desenvolupà la futura OSSA TR80